# Капела (Мачерата)
Капела (итал. Cappella) насеље је у Италији у округу Мачерата, региону Марке.
Према процени из 2011. у насељу је живело 17 становника. Насеље се налази на надморској висини од 366 м.